# Tom Kristoffersen
Tom Vermelid Kristoffersen (Eidsvoll, 15 ottobre 1976) è un calciatore e giocatore di beach soccer norvegese, difensore del Fremad Famagusta.

## Carriera

### Club
Kristoffersen, dopo aver giocato nell'Eidsvold Turn dal 1994 al 2000, passò al Lillestrøm. Con questa squadra, debuttò nell'Eliteserien: fu infatti titolare nel pareggio a reti inviolate contro il Bryne, in data 16 aprile 2001. Il 22 aprile dello stesso anno, segnò nel successo per 2-1 sullo Strømsgodset.
Nel 2005 passò al Sandefjord. Esordì in squadra, in 1. divisjon, il 10 aprile: fu titolare nel pareggio per 1-1 contro lo Strømsgodset. Nel 2007 tornò all'Eidsvold Turn, prima di firmare per lo HamKam. Il debutto in squadra fu datato 11 agosto 2007, subentrando a Vegar Bjerke nella sconfitta per 6-1 in casa del Bodø/Glimt.
Nel 2010 passò allo Strømmen. Giocò la prima partita nel 2-2 contro il Tromsdalen, il 5 aprile. Il 23 marzo 2012 firmò un contratto con l'Ullensaker/Kisa, club neopromosso in 1. divisjon.
Il 28 marzo 2013 trovò un accordo con il Lyn. Il 31 marzo 2014 fece ritorno allo Strømmen.